# La fidanzata ricca
La fidanzata ricca (Богатая невеста, Bogataja nevesta) è un film del 1937 diretto da Ivan Aleksandrovič Pyr'ev.